# Anoplophora stanleyana
Anoplophora stanleyana là một loài bọ cánh cứng trong họ Cerambycidae.